# إيلا كونولي
إيلا كونولي (بالإنجليزية: Ella Connolly) هي منافسة ألعاب القوى أسترالية، ولدت في 13 يوليو 2000.

## وصلات خارجية
- إيلا كونولي على موقع الاتحاد الدولي لألعاب القوى (الإنجليزية)
- إيلا كونولي على موقع النتائج التاريخية لألعاب القوى الأسترالية (الإنجليزية)
- إيلا كونولي على موقع اللجنة الأولمبية الدولية (الإنجليزية)
- إيلا كونولي على موقع اللجنة الأولمبية الأسترالية (الإنجليزية)